# 87 Bateria Motorowa Artylerii Przeciwlotniczej typu „B”
Bateria motorowa artylerii przeciwlotniczej typ B nr 87 – pododdział artylerii przeciwlotniczej Wojska Polskiego w II Rzeczypospolitej.
Bateria nie występowała w organizacji pokojowej wojska. Została zmobilizowana, zgodnie z planem mobilizacyjnym „W”, 24 sierpnia 1939 roku przez 7 dywizjon artylerii przeciwlotniczej w Poznaniu jako organiczna jednostka artylerii Wielkopolskiej Brygady Kawalerii. Bateria uzbrojona była w dwie 40 mm armaty przeciwlotnicze wzór 1936.

## Obsada personalna baterii
- dowódca – por. Wacław Kazimierz Serafin
- dowódca 1 plutonu – ppor. Andrzej Kmieć
- dowódca 2 plutonu – ppor. rez. Henryk Leopold Krzyżanowski
- szef baterii – st. ogn. Jan Kozłowski